# 陳曾佑
陈曾佑（？年—？年），字苏生，湖北省黃州府蘄水縣人。清末官员、诗人。
光緒十五年（1889年）己丑科三甲進士。同年五月，改翰林院庶吉士。光緒十六年四月，散館，授翰林院檢討。历官甘肃提学使。陈曾佑工诗，有《虞渊集》。《晚晴簃诗汇》收其诗作。